# اسناد (روان‌شناسی)
اِسناد یا بَروَستار یا نظریه اِسناد (به انگلیسی: Attribution Theory) بر آن است تا تبیین کند که چگونه آدمی تلاش می‌ورزد تا علت‌های رخ دادن رفتارهای آشکار فردی را بر پایه عوامل درونی یا بیرونی برای خود یا دیگران بازشناسد. اسناد فرایندی است که از طریق آن در پی کسب اطلاعات دربارهٔ فهم چرایی رفتار برمی‌آییم به سخن ساده‌تر، اسناد به کوشش انسان‌ها در دریافتن چرایی رفتار خود و نیز رفتار دیگران اشاره دارد.

## بازشناسی
این نظریه رفتار انسان را ترکیبی از نیروهای خارجی (مانند بخت، شانس و محیط) و نیروهای درونی (مانند توانایی، کوشش و دانش) می‌داند. عوامل واقعی رفتار به اندازهٔ عوامل ادراک شده دارای اهمیت نیستند، آنچه آدمی هنگام مشاهدهٔ رفتار در ذهن می‌پروراند و نسبت دادن رفتار به علل درونی یا بیرونی است که بسیار مهم است..

### اسناد درونی و بیرونی
بر پایه این نظریه افراد رفتار را می‌بینند و آنگاه علت‌ها را به آن اسناد می‌کنند. هنگام نگرش رفتار یک شخص می‌خواهیم تا مشخص کنیم که آیا این رفتار علت درونی دارد یا علت بیرونی. برای نمونه، اگر یکی از کارکنان کارش را خوب انجام ندهد، امکان دارد که مدیر او عملکرد ضعیف وی را به حساب عدم توانایی و انگیزش او بگذارد. این یک نمونه از اسناد درونی است. اما اگر مدیر عملکرد ضعیف او را به حساب مسایل مدیریتی و فرهنگ سازمانی بگذارد، یک نمونه از اسناد بیرونی است.

### ارزیابی رفتار
در آغاز فرایند نظریه اسناد ما رفتار را می‌بینیم و سپس آن را بر پایه همرایی (consensus)، پایداری (consistency)، و دگرسانی (distinctiveness) ارزیابی می‌کنیم.
- همرایی یعنی درجه همانندی رفتار مشاهده شده با رفتار دیگران در همان موقعیت. اگر همرایی بالا باشد، در آن صورت علت رفتار احتمالاً بیرونی است و اگر پایین باشد، علت درونی دارد. برای مثال، اگر همه افراد یک واحد سازمانی با دیرکرد وارد سازمان شوند، رفتار مشاهده شده با رفتار دیگران همرایی بالا دارد و علت بیرونی است و از این رو مشکل پیامد مسایل محیطی و عوامل مدیریتی است.
- پایداری یعنی میزان بازانجام رفتار مشاهده شده در همان موقعیت. اگر رفتار خاصی چندین بار تکرار شود، پایداری رویه بالاست، احتمالاً علت درونی دارد. از این رو هر اندازه در نوع رفتار، (مثلاً دیرکرد)، پایداری رویه بیشتر باشد، شخص مدیر آن را به حساب عوامل درونی یا خود شخص می‌گذارد؛ ولی اگر تنها یک روز با دیرکرد وارد شود، مدیر نمی‌تواند بر چسب بی‌انگیزگی یا تنبلی به او بزند.
- دگرسانی یعنی تفاوت یک رفتار مشاهده شده در موقعیت‌های مختلف. اگر تفاوت کم باشد، احتمالاً نتیجه‌گیری می‌شود که رفتار مشخص مورد نظر علت درونی دارد. مثال: یکی از کارکنان در کار دیگران گرفتاری ایجاد کرده‌است. اگر بتوانیم علت این رفتار را دریابیم، آنگاه بهتر می‌توانیم به بهبود آن رفتار بپردازیم. اگر شخص نامبرده تنها کسی است که مانع کار دیگران می‌شود (همرایی کم)، و اگر او این رفتار را چندین بار در هفته تکرار می‌کند (پایداری زیاد)- و اگر در دیگر بخش‌های کاری نیز این رفتار از او مشاهده شده‌است (دگرسانی کم)، نتیجه منطقی آن خواهد بود که رفتار شخص مورد نظر علت‌های درونی دارد.

افراد با نگاه کردن به خویش نیز اسناد می‌کنند. برای نمونه، اگر افزایش حقوق را به تلاش بیشتر خود اسناد کنیم، ممکن است همچنان به تلاش خود ادامه دهیم. از سوی دیگر، اگر بپنداریم که افزایش حقوق ما برای علاقه مدیر به ما بوده‌است، آنگاه تلاشمان متوجه دوستی هر چه بیشتر با مدیر می‌شود.
چند نمونه از اسناد بیرونی و درونی:
- امید به هدف رسیده‌است، زیرا سخت کار می‌کند و توانایی و انگیزش بالایی دارد (اسناد درونی).
- آرمان به هدف رسیده‌است، زیرا عضو گروه کاری توانمندی است (اسناد بیرونی)
- سهراب کار را خوب انجام نمی‌دهد، زیرا منابع کافی در دسترس ندارد و عضو یک گروه کاری ناتوان است (اسناد بیرونی)

## نگره‌های اسناد

### نگره روان‌شناسی ساده
به نظر هایدر مردم می‌کوشند رفتار دیگران را مانند روان‌شناسان دریابند و بر این پایه رفتارهای آن‌ها را یا پیامد عوامل موقعیتی می‌انگارند (اسناد موقعیتی) یا آن‌ها را به عوامل درونی و شخصیتی آن‌ها نسبت می‌دهند (اسناد شخصی).

### نگره استنباط همسو
این نگره از سوی جونز و دیویس پرورده شده‌است که بر طبق آن پیامد رفتار را شالوده اسناد می‌داند. این نگره می‌گوید که مردم از روی رفتار استنباط می‌کنند که آیا آن رفتار با یک ویژگی پایدار شخص سازگار است یا نه.

### نگره تغییر همگام
این نگره به وسیله هارولد کلی ارائه شده‌است که برای هر رفتار سه رویه می‌انگارد و اسناد را بر پایه این سه رویه انجام می‌دهد. رویه یکم همرایی، یعنی آیا همه در آن موقعیت همان رفتار را داشته‌اند. رویه دوم دگرسانش یا تمایز، یعنی آیا در بیشتر موقعیت‌ها رفتار فرد همین‌گونه است. رویه سوم پایایی یا ثبات، یعنی آیا او همیشه در چنین موقعیتی همین رفتار را دارد یا فقط همین یکبار چنین رفتار کرده‌است. چنانچه همرایی و دگرسانش پایین و پایایی بالا باشد احتمال اسناد گرایشی (به درون) بیشتر می‌شود.

### نگره آمیخته اسناد
این نگره از سوی شیور پیشنهاد شد که بر سه انگاره و فرض دربارهٔ سرشت انسان استوار است: نخست اینکه رفتارها به گونه تصادفی رخ نمی‌دهند و پیش‌بینی‌پذیر هستند. دوم اینکه مردم گرایش به دریافت (درک)، بازنمود (تبیین) و پیش‌بینی رفتار دیگران دارند و سوم اینکه رفتارهای مشاهده‌شدنی افراد، اطلاعات روامندی را دربارهٔ علل زیربنایی رفتار به دست می‌دهند.

### نگره سه‌بعدی
واینر پرورنده این نگره است که بر پایه آن اسنادها را از دید سه بعد درونی یا بیرونی بودن، پایدار یا ناپایدار بودن و کنترل‌شدنی یا کنترل‌ناشدنی بودن مورد بررسی قرار می‌دهد. آمیزش این سه بعد، روی هم رفته هشت گونه اسناد را پدیدمی‌آورند و بنابراین این دیدگاه، اسنادها تنها به دو گونه موقعیتی و گرایشی خلاصه نمی‌شوند.

## تورش‌ها و سوگیری‌های اسنادی
در زمینه اسناد، سوگیری‌هایی وجود دارد که موجب خطا در اسناد می‌شوند. به این سوگیری‌ها «خطای بنیادین در ادراک» می‌گویند که عبارتند از خطای بنیادی اسناد، اثر عامل – ناظر و سوگیری خدمت به خود که هر یک از آن‌ها به دلایل مختلفی ایجاد می‌شود. گرایش ما به اسناد دادن شکست‌های دیگران به عوامل درونی آنان و نسبت دادن موفقیت‌های آنان به عوامل بیرونی را خطای بنیادی اسناد می‌گویند. در اثر عامل – ناظر اسناد ما در تعیین علل درونی یا بیرونی به عامل یا ناظر بودن ما بستگی دارد. به‌طور مثال اگر ببینیم دیگری به زمین‌خورده‌است حادثه را به علتی درونی (دست و پا چلفتی بودن او) نسبت می‌دهیم، اما اگر خودمان زمین بخوریم آن را به علتی بیرونی (لغزنده بودن زمین یا صاف بودن ته کفش) نسبت می‌دهیم. سوگیری خدمت به خود، یعنی شخص با بزرگ کردن سهم خود در مورد رفتارهای مثبت، عزت نفس خود را افزایش می‌دهد.

## کاربرد نگره اسناد
این نگره کاربردهای بسیاری در گسترده‌های گوناگون دانش همچون پیشرفت آموزشی، کارکرد شغلی، بازدهی کارگران، رضایت شغلی، موفقیت‌های ورزشی، نابهنجاری‌ها، بزهکاری‌ها و مانند آن‌ها داشته‌است.
با بکارگیری نظریه اسناد آگاهی ما از محیط سازمانی و شناسایی علت‌های رفتار و کارکرد افراد افزایش خواهد یافت. با نادیده گرفتن این نظریه، در واکاوی و دریافتن رویدادها ممکن است خطاهای ادراکی بسیاری رخ دهد. برای نمونه رخدادی که علت بیرونی دارد، به علتی درونی نسبت داده شود، یا وارون بر آن. همچنین انسان‌ها گرایش دارند که کامیابی‌ها و پیروزی‌های خود را به عوامل درونی (توانایی، یا کوشش و تلاش خود) بگذارند، در حالی که ناکامی‌ها و شکست‌های خود را به عوامل بیرونی (همچون بخت، شانس، امکانات، مدیریت) نسبت دهند.